# 麥氏長尾鬚鯊
麥氏長尾鬚鯊（學名：Hemiscyllium michaeli），是天竺鯊科中的一種竹鯊。分布於巴布亞新幾內亞米爾恩灣地區。此種鯊常與印尼長尾鬚鯊混淆，最終於2010年被定為獨立的物種。最大長度可達69.5（27.4英寸）。